# Raino de Tusculum
 (mai 2024).
Si vous disposez d'ouvrages ou d'articles de référence ou si vous connaissez des sites web de qualité traitant du thème abordé ici, merci de compléter l'article en donnant les références utiles à sa vérifiabilité et en les liant à la section « Notes et références ».
Raino de Tusculum, également appelé Rayno, Ranulf, ou Reginulf (mort après 1179), était le dernier comte de Tusculum depuis une date inconnue où il a été associé pour la première fois à son frère aîné, Jonathan de Tusculum (en), jusqu'à sa propre mort. Son père, Ptolémée II de Tusculum (en), est décédé en 1153. Sa mère était Berthe, fille illégitime de Henri V, empereur du Saint-Empire romain germanique.

## Biographie
Il apparaît pour la première fois en 1147, mettant en hypothèque Castrum Algidi au pape Eugène III pour 200 livres. 
Le pape Adrien IV a accordé la forteresse de Tusculum, dont l'hypothèque avait été achetée à Oddo Frangipani, qui l'avait lui-même achetée à Oddo Colonna après que Ptolémée ait été contraint de l'hypothéquer, à Jonathan en 1155. Le Sénat de Rome, cependant, a refusé de ratifier l'octroi de la forteresse au comte. En 1167, Raino apparaît pour la première fois comme seul comte. Le pape Alexandre III a alors tenté de dissuader les citoyens d'attaquer Tusculum, mais en vain. Raino fit appel à l'aide de Rainald von Dassel, le chancelier d'Italie et archevêque de Cologne. Raino et Rainald furent assiégés par les Romains dans la vieille forteresse de Tusculum. De l'aide fut demandée à Christian, archevêque de Mayence, alors à Ancône. Avec 1 300 Allemands et Brabançons et les hommes de Robert II de Bassonville, Christian campa à côté de Monte Porzio à l'extérieur de la ville.
Les Romains rejetèrent toutes les tentatives de résolution diplomatique et marchèrent avec une armée de 40 000 hommes sur Tusculum. Il s'agissait de la plus grande armée de Romains depuis de nombreux siècles à marcher sur le terrain. Le chef était peut-être Oddo Frangipani. La bataille mémorable de Monte Porzio eut lieu le 29 mai 1167. Les Romains furent vaincus et Tusculum fut préservée.
En 1169, Raino échangea Tusculum avec le Préfet Jean contre MonteFiascone et S. Flaviano. Lorsque Jean quitta la ville, Raino tenta de réintégrer, mais fut refusé par les citoyens, qui donnèrent la ville au pape le 8 août 1170. En 1171, Raino renonça finalement à la ville au Saint-Siège. Le dernier comte de Tusculum fut ainsi démis de ses fonctions et même empêché d'entrer dans ses villes nouvellement acquises. La chute de sa maison fut rapide et brutale.
Après son règne à Tusculum, Raino continua à être actif dans la politique territoriale. Il céda Lariano au pape Alexandre III en échange de Norma et Vicolo le 11 octobre 1179. Par un traité avec Cencius et Oddone Frangipane, il obtint Terracine et Circegium en échange de Tusculanum et Monte Cavo (en).